# Sukki, Nokki, Lekki et Tsukki
Sukki, Nokki, Lekki et Tsukki, connues aussi sous le nom de Snowlets, sont des chouettes mascottes des Jeux olympiques d'hiver organisés à Nagano en 1998.
Le comité d'organisation a sélectionné ces noms parmi les 47 484 propositions du public.